# Walter Schlagbauer
Walter Schlagbauer (Himmelberg, 21 de junio de 1960) es un deportista austríaco que compitió en vela en la clase Tornado. Ganó una medalla de bronce en el Campeonato Europeo de Tornado de 1984.

## Palmarés internacional
| \| Campeonato Europeo \| Campeonato Europeo \| Campeonato Europeo \| Campeonato Europeo \| \| Año \| Lugar \| Medalla \| Clase \| \| ------------------ \| ------------------------ \| ------------------ \| ------------------ \| \| 1984 \| Medemblik (Países Bajos) \| Medalla de bronce \| Tornado \| |                          |                   |         |
| Campeonato Europeo |                          |                   |         |
| Año | Lugar                    | Medalla           | Clase   |
| 1984 | Medemblik (Países Bajos) | Medalla de bronce | Tornado |